# Евроконтроль
Евроконтроль (англ. EUROCONTROL, официальное написание полностью заглавными буквами) — Европейская организация по безопасности воздушной навигации, основанная в 1960 году с основной целью разработки общеевропейской системы организации воздушного движения в рамках проекта Единое небо Европы. EUROCONTROL работает над «бесшовной», общеевропейской системой организации воздушного движения. EUROCONTROL является общественной организацией и в настоящее время имеет 41 государство-член; её штаб-квартира находится в Харен, город Брюссель.

## Члены организации

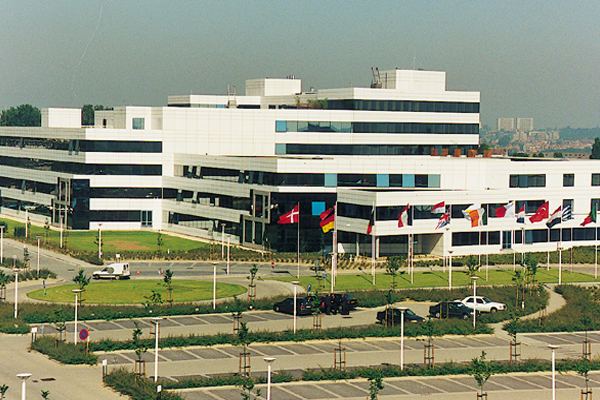
Штаб-квартира организации EUROCONTROL в Харен, город Брюссель, Бельгия.

41 страна является членами организации, в том числе Албания, Армения, Австрия, Бельгия, Босния и Герцеговина, Болгария, Хорватия, Кипр, Чешская Республика, Дания, Эстония, Финляндия, Франция, Грузия, Германия, Греция, Венгрия, Ирландия, Италия, Латвия, Литва, Люксембург, Мальта, Молдова, Монако, Черногория, Нидерланды, Норвегия, Польша, Португалия, Румыния, Сербия, Словакия, Словения, Испания, Швеция, Швейцария, бывшая югославская Республика Македония, Турция, Украина, Соединенное Королевство Великобритании и Северной Ирландии.

С двумя странами подписаны всеобъемлющие соглашения: Марокко, Израиль.

## Функции организации

Членство стран Европы в международных авиационных организациях.
ECAC, Евроконтроль, ECAA, ЕС
ECAC, Евроконтроль, ECAA
ECAC, Евроконтроль
ECAC, ECAA
ECAC

Европейская комиссия уполномочила EUROCONTROL выполнять функции регулятора в рамках проекта Единое небо Европы. Евроконтроль координирует и планирует управления воздушным движением для всей Европы, для чего создается система функциональных блоков воздушного пространства Европы (англ. FABs). Это включает в себя работу с национальными органами, поставщиками аэронавигационного обслуживания, пользователей гражданских и военных воздушного пространства, аэропортов и других организаций. Его деятельность включает все операции «от ворот к воротам» (англ. gate-to-gate) аэронавигационного обслуживания: стратегическое и тактическое управление потоком, обучение авиадиспетчеров, региональном управление воздушным пространством, оборудована устройством безопасности технологий и процедур, и сбор аэронавигационных сборов.

Карта функциональных блоков общеевропейского авиапространства.
NEFAB
FAB DK-SE
FAB UK-IRL
Baltic FAB
FABEC
FAB CE
SW FAB
Danube FAB
Blue Med

## Решения организации по регулированию полётов в Европе
31 марта 2014 года Европейская организация по безопасности аэронавигации проинформировала пользователей воздушного пространства о запретах, введённых украинскими властями на полёты в аэропорт Симферополь (код UKFF) и аэропорт Севастополь (код UKFB)., а 17 июля 2014 года, в связи с катастрофой Boeing 777 под Донецком — о запрете на полёты в воздушном пространстве над востоком Украины.